# Иванковское (посёлок)
Иванковское — посёлок в Мишкинском районе Курганской области России. Входит в состав городского поселения Мишкино.

## Климат
Климат характеризуется как континентальный, с холодной продолжительной малоснежной зимой и тёплым сухим летом. Среднегодовая температура — 2,1 °C. Средняя максимальная температура воздуха самого тёплого месяца 23 — 26 °C. Безморозный период длится 115—119 дней. Годовое количество атмосферных осадков — 370—380 мм.

## История
До 1917 года входил в состав Мишкинской волости Челябинского уезда Оренбургской губернии. По данным на 1926 год кордон Ивановский состоял из 10 хозяйств. В административном отношении входил в состав Такташинского сельсовета Мишкинского района Челябинского округа Уральской области.

## Население
| 1989 | 2002 | 2010 |
| ---- | ---- | ---- |
| 220  | ↘166 | ↘129 |

По данным переписи 1926 года на кордоне проживало 27 человек (8 мужчин и 19 женщин), в том числе: русские составляли 100 % населения.